# Prześladowani
Prześladowani – amerykański film dramatyczny z chrześcijańskim przesłaniem z 2014 roku. 

## Treść
Znany ewangelista John Luther popada konflikt z senatorem Donaldem Harrisonem, gdy odmawia poparcia jego projektu ustawy. Projekt ten zakładał, że publiczne manifestowanie przekonań religijnych dokonywać się może tylko z pełnym poszanowaniem przekonań religijnych innych wyznań. Luther mając świadomość, że ograniczyłoby możliwość otwartego głoszenia Ewangelii, nie zgadza się na to, mimo że senator obiecuje mu w zamian ulgi podatkowe. Wówczas Harrison organizuje prowokację - wrabiają ewangelistę w gwałt i morderstwo na nastolatce.

## Obsada[2]
- James Remar - John Luther
- Bruce Davison - senator Donald Harrison
- Dean Stockwell - Dave Wilson
- Raoul Trujillo - Mr. Gray
- Fred Thompson -  Charles Luther
- Natalie Grant - Monica Luther
- Gretchen Carlson - Diana Lucas
- Brad Stine - pastor Ryan Morris